# Aeródromo Chan Chan
El Aeródromo Chan Chan (OACI: SCHN) es un terminal aéreo ubicado cerca de Choshuenco, en la Provincia de Valdivia, Región de Los Ríos, Chile. Es de propiedad pública.